# Oliver Coleman
Oliver Coleman (* 1914 in Beaumont, Texas; † 6. November 1965 in Chicago) war ein US-amerikanischer Schlagzeuger und Musikpädagoge im Bereich des Jazz und Rhythm & Blues, der in der Musikszene von Chicago tätig war.

## Leben
Coleman spielte Ende der 1930er-Jahre bei Earl Hines, solistisch zu hören in Titeln wie „Hines Ryhthm“, „Ridin' a Riff“, „Solid Mama“ und „Goodnight, Sweet Dreams, Goodnight“. 1940 arbeitete er bei Ray Nance, im Laufe seiner Karriere außerdem bei Erskine Tate, Horace Henderson und Dinah Washington. In den 1950er-Jahren nahm er mit Marl Young („We're Off“, Sunbeam Records) auf und war als Studiomusiker für Chess Records tätig.
Im Bereich des Jazz und R&B war er zwischen 1937 und 1954 an 15 Aufnahmesessions beteiligt, außer den Genannten mit Dorothy Donegan, Eddie South, Eddie Johnson, Willie Mabon und Al Smith.  Zu seinen Schülern zählten Hillard Brown und Charles Walton.